# The World in My Hands
The World in My Hands è un singolo del gruppo musicale tedesco Snap!, pubblicato l'11 settembre 1995 come terzo estratto dal terzo album in studio Welcome to Tomorrow.

## Tracce
7" Single
1. The World in My Hands (7" Mix) – 3:55
2. The World in My Hands (We Are One) – 4:21

12" Single
1. The World in My Hands (12" Mix) – 5:01
2. The World in My Hands (Dub Mix) – 5:55

CD Maxi
1. The World in My Hands (7" Mix) – 3:55
2. The World in My Hands (12" Mix) – 5:01
3. The World in My Hands (Extended Instrumental Mix) – 5:15
4. The World in My Hands (We Are One) – 4:21
5. The World in My Hands (Dub Mix) – 5:55
6. Syn Perk Dump (S 3200) – 0:23

## Classifiche
| Classifica (1995) | Posizione massima |
| ----------------- | ----------------- |
| Belgio (Fiandre)  | 25                |
| Germania          | 53                |
| Paesi Bassi       | 39                |
| Regno Unito       | 44                |